# ジャン＝バティスト・ジュールダン
ジャン＝バティスト・ジュールダン（Jean-Baptiste Jourdan, 1762年4月29日 - 1833年11月23日）は、フランス革命戦争で活躍した共和派の軍人・政治家。帝政期には帝国元帥。帝国伯爵。

## 生い立ち〜フランス革命戦争
1762年、ジュールダンはフランスのリモージュに外科医の子供として生まれた。
1778年、16歳にも満たない頃に一兵卒としてフランス王立軍に入隊。アメリカ独立戦争に参加した。同戦争では主にサバンナ包囲戦や、西インド諸島戦役で活躍したが、高熱（おそらくマラリア）を発症した為、1782年にフランスに帰国した。
1784年、ジュールダンは余りにも高熱が長引いた為、一旦軍を辞職した。その後、故郷に戻り、1792年まで服屋を営んだ。

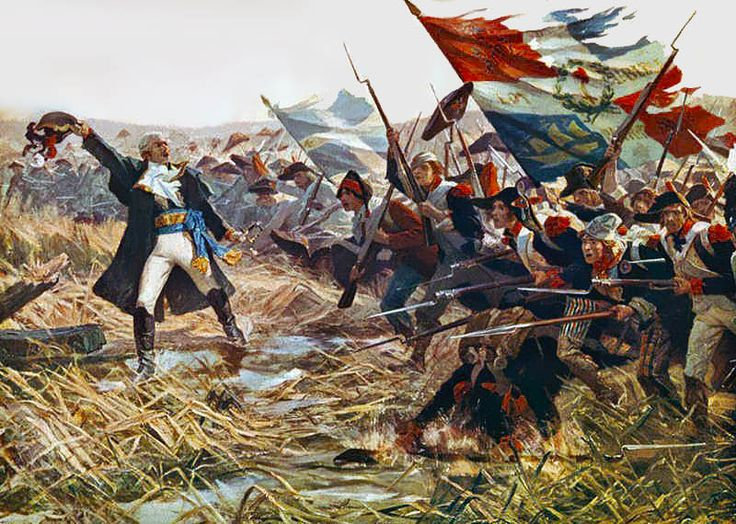
ジュマップの戦い

1792年、共和政府が樹立するとアメリカ独立戦争での経験を買われ、義勇兵として召集、すぐに少佐の階級を授与された。その後、義勇軍を率いて11月6日に起こったジュマップの戦いでの勝利に貢献した。
1793年3月18日に起こったネールウィンデンの戦いでは敗北こそしたものの、抜群のリーダーシップを周囲に見せつけた。そして、5月27日に旅団長に就任、2ヶ月後には早くも師団長に就任した。9月22日には戦争相カルノーの抜擢で北部方面軍司令官に任命された。

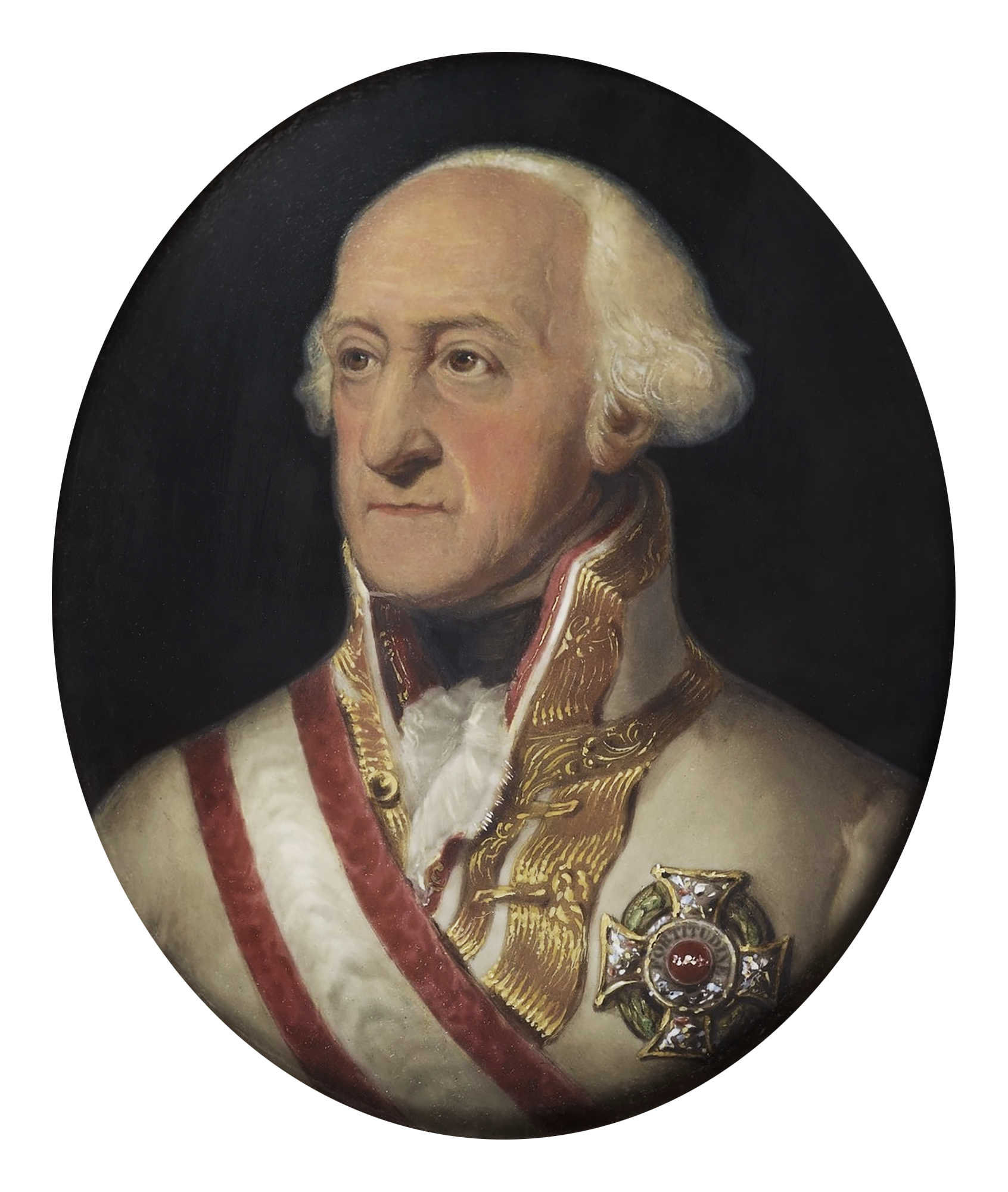
コーブルク将軍

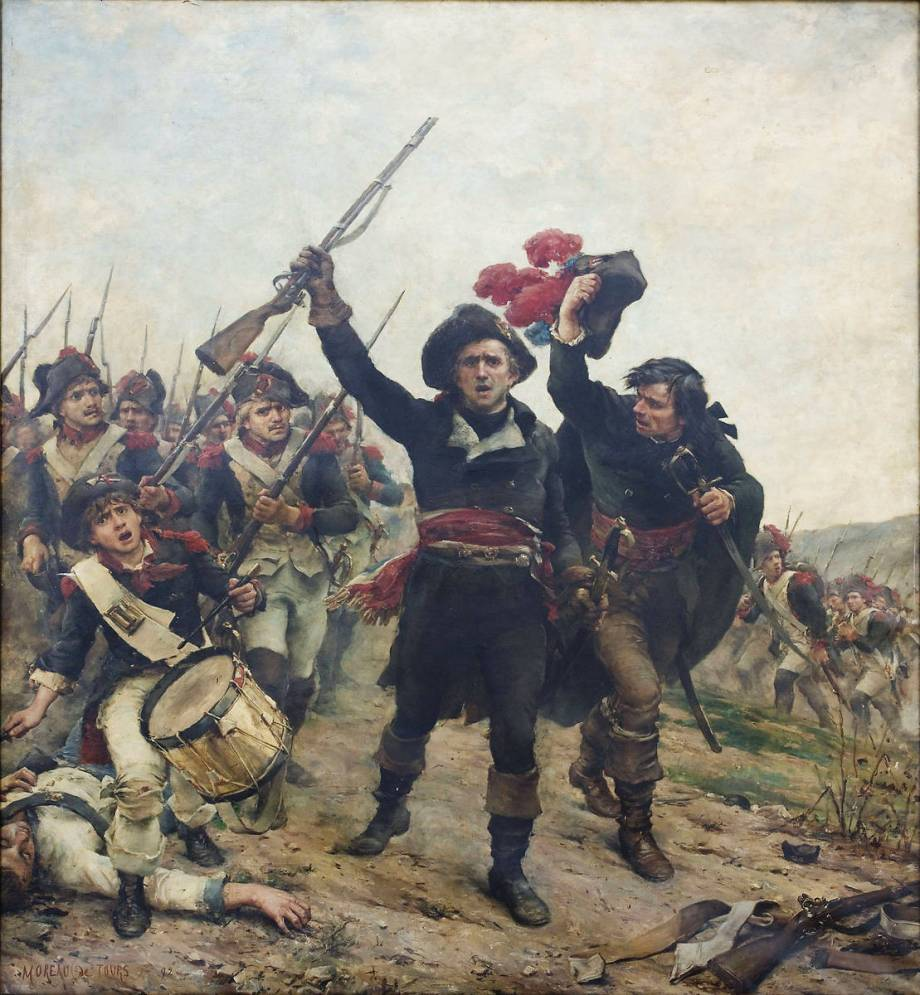
ワッティニーの戦いにおけるカルノー陸相

北部方面軍司令官に就任したジュールダンは、すぐに軍を率いてフランス北部の都市モブージュに向かった。同地ではコーブルク将軍指揮下のオーストリア・ネーデルラント連合軍約60,000人がフェラン将軍指揮下のフランス軍約25,000人を包囲していた。モブージュは戦略上非常に重要な拠点であった為、カルノーは自らジュールダンに随行し軍事作戦を主導した。両軍は10月15日、16日にワッティニーで激突した。フランス軍は初日において大敗を喫したが、2日目は倍近い兵力、そして兵士達の決死の闘魂精神を頼りに徐々に前線を押し戻し、遂にはオーストリア軍に退却を余儀無くさせた。こうしてワッティニーの戦いはフランス軍の勝利に終わった。後年、カルノーは「ワッティニーでフランス軍が勝利出来たのは、我が軍事作戦が功を奏したからだ。」と自書内で書き綴っている。しかし、カルノーが軍事作戦を主導したのは大敗を喫した1日目のみであり、2日目にフランス軍が勝利出来たのはジュールダンが単独で戦術指揮を担い、最後まで戦い抜いたからである。カルノーは自身の戦術指揮能力の無さを痛感したのか、戦後すぐにパリに帰還した。
1794年1月10日、ジュールダンはカルノーから無謀な軍令を突きつけられた為、断固拒否した。カルノーは直様ジュールダンに逮捕状を出し、彼を法廷に突き出した。しかし、証言者として出廷した派遣議員らがカルノーの主張に含まれる矛盾を指摘し、ジュールダンを巧みに擁護した為、何とか死刑を免れることが出来た。しかし、ジュールダンは一旦職務を解かれ、故郷に送還されることとなった。
同年5月、ジュールダンは政府の意向で早くも軍務に復帰することとなった。そして、北部方面軍・モーゼル軍（ライン川中央軍）総勢約80,000人の指揮権を与えられた。
ジュールダンはすぐさま北方のナミュールに向かって機動、6月12日にオーストリア兵3,000人が立て篭もるシャルルロワを包囲した。
同年6月17日、シャルルロワの救援に駆けつけたオーストリア・ネーデルラント連合軍にフーグレッジェで攻勢を仕掛けられた。ジュールダンは敗北寸前まで追い詰められたが必死に戦い抜き、逆転勝利を果たした。連合軍は北方に退却した。
同年6月25日、ジュールダンはついにシャルルロワを陥落させた。3,000人のオーストリア兵はフランス軍に投降した。

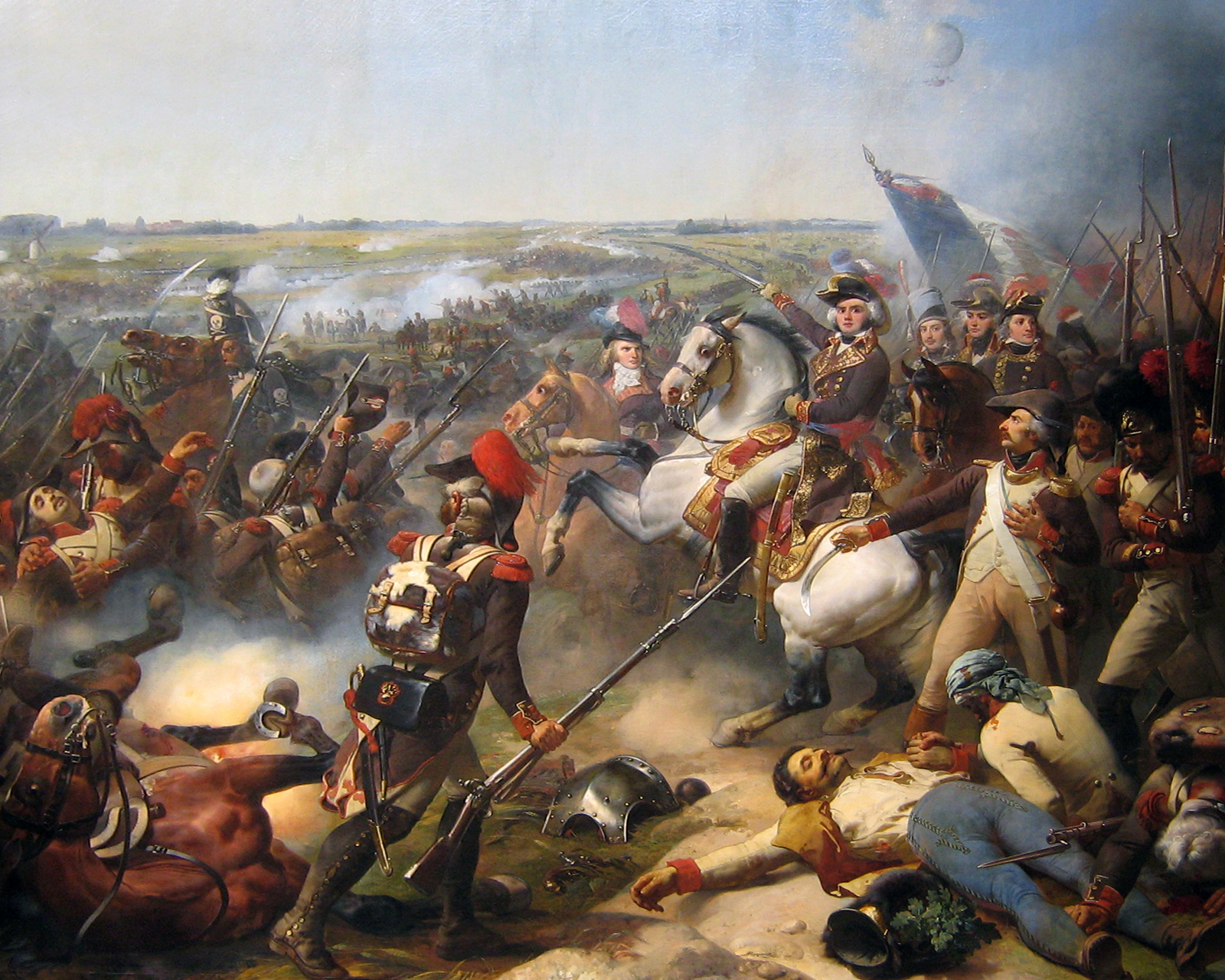
フルーリュスの戦いで指揮を執るジュールダン

同年6月26日、オーストリアのコーブルク将軍は前日にシャルルロワが陥落したことに気付かず、連合軍52,000人を率いて同地に向かいつつあった。ジュールダンは急いで戦列を整え、迎撃に向かった。両軍はシャルルロワ近郊のフルーリュスで激突した。前半は連合軍が大きく有利だったものの、中盤でクレベール将軍が連合軍右翼を指揮するオレンジ公に猛攻を仕掛け、ついにオレンジ公のネーデルラント軍を戦場から駆逐した。これにより、右翼の戦力を丸ごと失った連合軍は大きく弱体化。好機を得たジュールダンは自ら中央軍を率いて攻勢を仕掛け、逆襲することに成功した。これによりフランス軍の戦術的勝利が確実となった。コーブルク将軍は急いで攻撃を中止、南部ネーデルランド（現ベルギー）方面に向かって退却を開始した。こうしてフルーリュスの戦いはフランス軍の大勝に終わった。
ジュールダンは急いで追撃態勢に転じた。
同年7月10日、ジュールダンはコーブルク将軍を追撃中にブリュッセルに入城した。さらに7月12日にはアントワープを占拠、南部ネーデルランドを実質的に占領することとなった。
同年8月、ジュールダンの部隊からライン・モーゼル軍が新たに編成された。ライン・モーゼル軍はモロー将軍が指揮を執り、ラインラントに向けて進撃を開始した。
ジュールダンはさらにコーブルク将軍を追ってロエル川を渡り、ライン川左岸地区のプロイセン軍を掃討した。
同年11月からはルクセンブルク要塞の包囲に掛かり、翌年（1795年）の7月、ついに陥落させた。

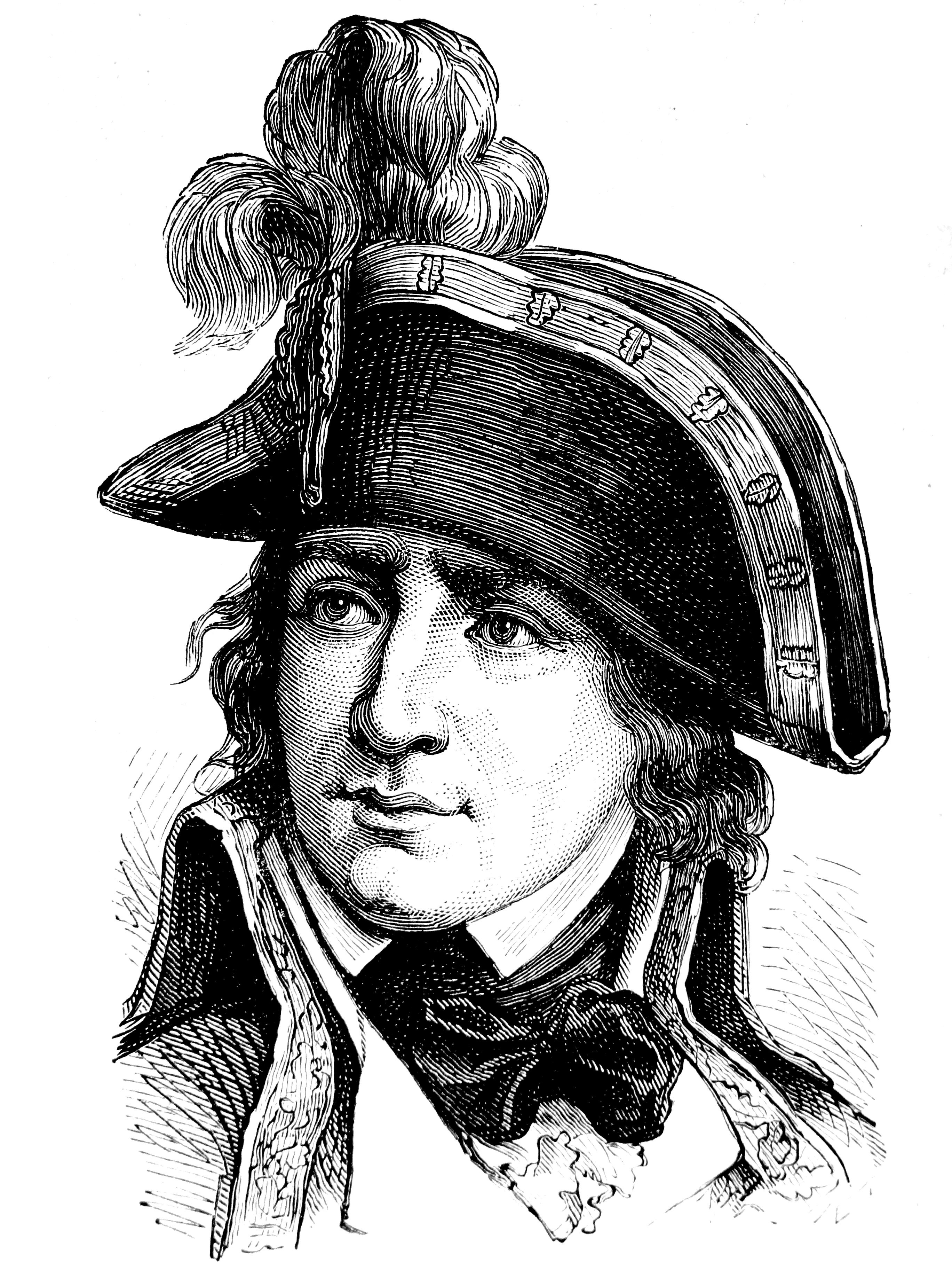
ピシュグリュ将軍

1795年9月からジュールダンはプロイセン侵攻を企画した。彼はフランクフルトを目指して機動作戦を展開したが、12月21日にプファルツでピシュグリュ将軍がフランス軍を裏切った為、計画は頓挫した。

## ライン戦役〜第二次対仏大同盟

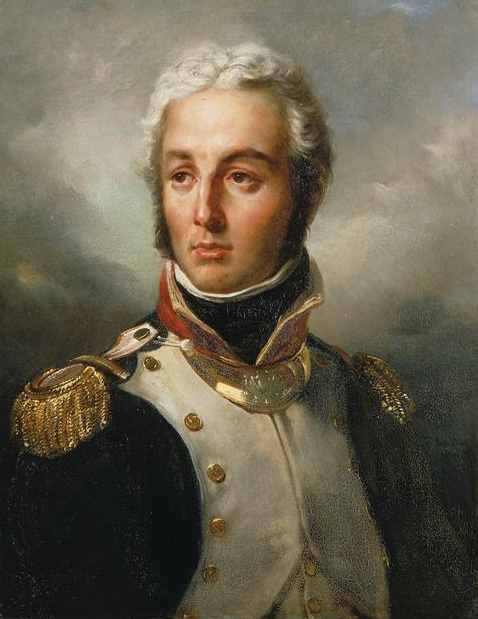
モロー将軍

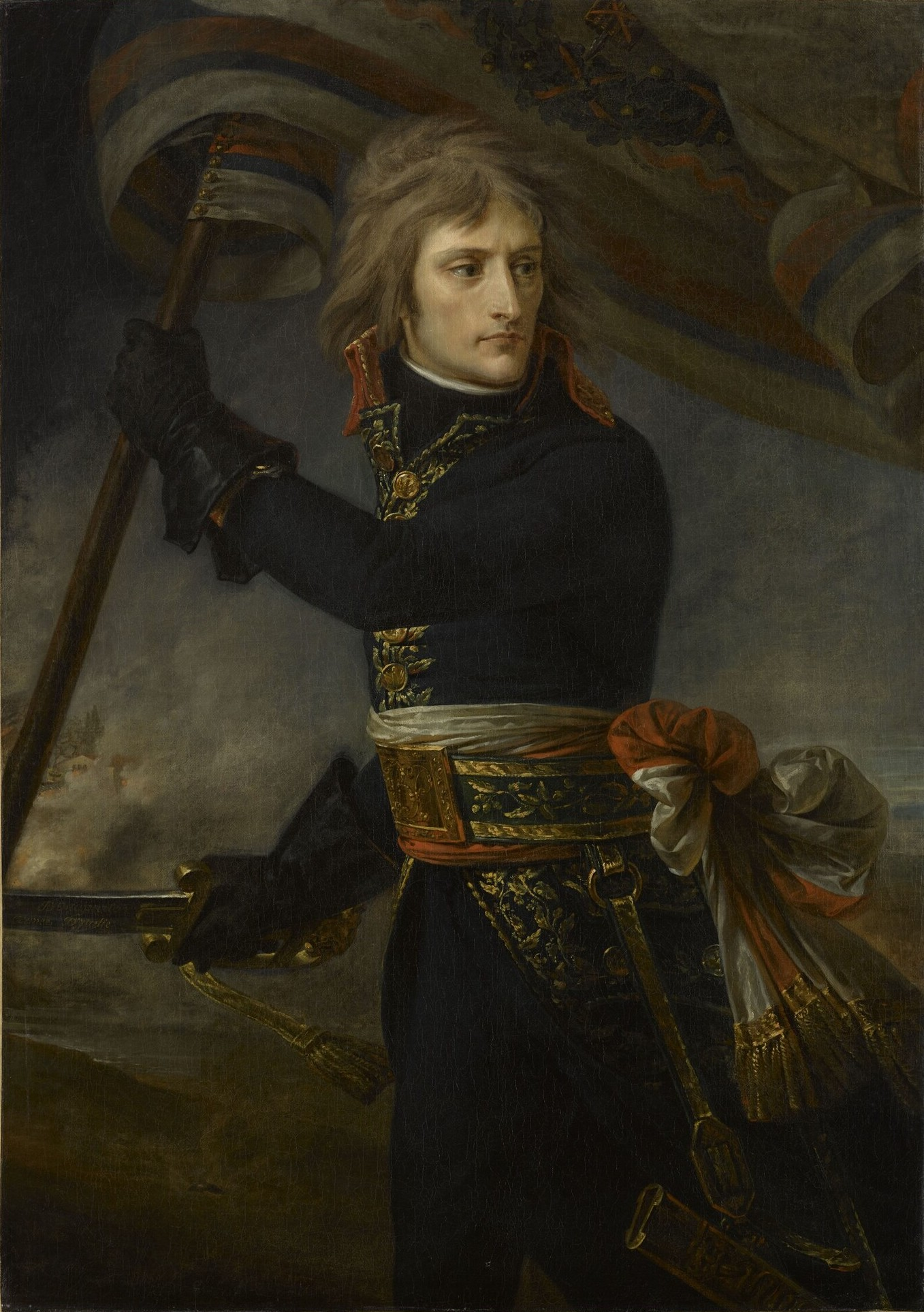
ナポレオン将軍

1796年、ライン戦役が始まった。戦争相カルノーはオーストリアを二本の刃で断ち切る「ピンサー作戦」を考案した。これはジュールダン率いる北部軍、モロー率いる中央軍がプロイセンをすり抜けてウィーン北部に進軍し、ナポレオン率いる南部軍と共にウィーンを挟撃するという大胆な計画であった。これに対し、オーストリア軍は軍内屈指の名将カール大公を前者2人の迎撃に向かわせた。
当初、ジュールダンとモローは上手く連携を取り合い、カール大公を大きく東へ押し戻していた。しかし、カール大公は時機を見計らって、大規模な機動作戦を実施。まんまと中央軍をすり抜けると、不意に北部軍の前に現れた。かくして、ジュールダンは藪から棒にカール大公と単独で戦うことを強いられたのであった。
同年8月24日、アンベルクの戦いが勃発、フランス北部軍34,000人とオーストリア軍40,000人が激突した。ジュールダンは始終カール大公の戦術に翻弄され続け、ほぼ無傷のオーストリア軍に対して3,000人もの兵士を失う大敗を喫した。
同年9月3日、ヴュルツブルクの戦いが勃発した。ジュールダンは前戦の雪辱を誓って戦いに臨んだが、カール大公の巧みな反攻作戦の前に30,000人中3,000人を失う大敗を喫した。
9月7日、ジュールダンはオーストリア軍に圧迫され、マインツまで退却した。さらに、9月15日には戦役開始時のラーン川付近まで押し戻された。
9月16日〜19日の間に起こったリンブルクの戦いではカール大公に側面から奇襲を仕掛けられ、壊滅状態に陥った。ジュールダンは生死の寸前まで追い詰められたが、ベルナドットらが救援に駆けつけた為、何とか脱出することに成功した。ジュールダンは中央軍のいる南部に向けて退却を開始した。カール大公はフランス北部軍をライン川西部の湿地帯まで追撃すると、転進して中央軍の撃滅に向かった。これにより、中央軍はプロイセンからの退却を余儀無くされ「ピンサー作戦」は一旦中断となった。
ジュールダンは一連の敗戦の責任を負わされかけたが、身代わりを立て、保身することで窮地を切り抜けることに成功した。その後、一度軍務から退いて政治家に転身した。政治家として辣腕を発揮した彼は、政界でたちまち有名になり、徴兵制度に関する法令の作成に携わることとなった。この法令は1798年に発布され、ジュールダン法として広く知られるようになる。
1799年、第二次対仏大同盟が結成され戦争が再開するとジュールダンは再び軍務に復帰、ライン方面軍の司令官に任命された。ジュールダンはすぐに戦列を整え行軍を開始、3月上旬にケールでライン川を渡河した。

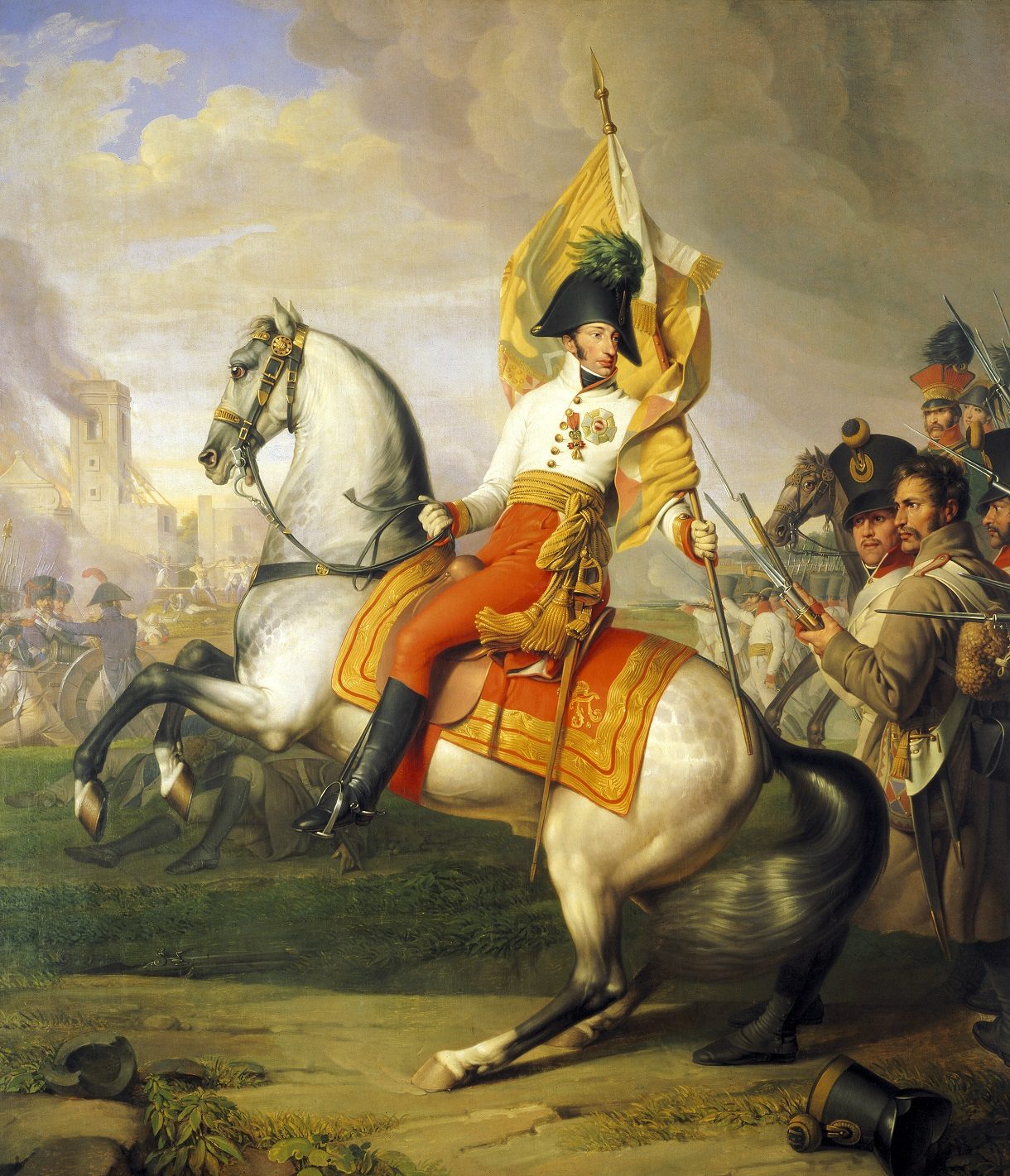
オーストリア軍の指揮を執るカール大公

同年3月20日、ライン方面軍46,000人はオストラッハでオーストリア軍80,000人と激突した。オーストリア軍を率いるのは今まで散々辛酸を舐めてきたカール大公であった。ジュールダンは事前にオストラッハの戦略的重要拠点を抑え、万全の迎撃態勢を整えていた。しかし、三度カール大公の巧みな戦術に圧倒され、夕刻にはフレンドルフ高地への退却を余儀無くされた。カール大公は6月21日も続けて攻勢を試みたが、途中で天候が崩れた為に湿地帯が多い戦場では泥沼の戦いが続いた。しかし、数に勝るオーストリア軍が次々と拠点を占拠し始めた為、ジュールダンは同地からの撤退を余儀無くされた。こうしてオストラッハの戦いはオーストリア軍の勝利に終わった。
オストラッハでの勝利後、カール大公は兵力の半分を割き、威力偵察を行なっていた。これに目を付けたジュールダンは3月25日、大胆にも全軍を率いて偵察部隊の側面から奇襲を仕掛けた。不意を突かれたオーストリア軍はヴァンダム将軍らの突撃によって多大な損害を被った。しかし、カール大公は冷静に状況を判断し、すぐさま他部隊の召集を命じた。オーストリア軍は各所から続々と援軍が到着し、最終的に60,000人の兵力となった。カール大公はこの段階でフランス軍中央に対して攻勢を仕掛け、見事に反撃に成功した。フランス軍は危うく分断されかけた為、ジュールダンは急いで退却を始めた。かくして両軍共に全兵力の10%程度の死傷者を出す大激戦となったものの、オーストリア軍の勝利に終わった。
ジュールダンは長らく敗戦が続いた為に体調を崩しがちになり、同年にはライン方面軍の指揮権をマッセナ将軍に委譲した。

## 第一帝政
1799年、ジュールダンは再び政界に復帰した。11月9日に起こったブリュメールのクーデターではナポレオン陣営につき、五百人会から職務追放を通告されたものの、ナポレオンが第一統領に就任すると帳消しとなった。ジュールダンはナポレオンによる革新的な政治体制にもすぐに馴染み、持ち前の優れた政治手腕を遺憾なく発揮した。
1800年、歩兵及び騎兵部隊の監察長官に任命された。

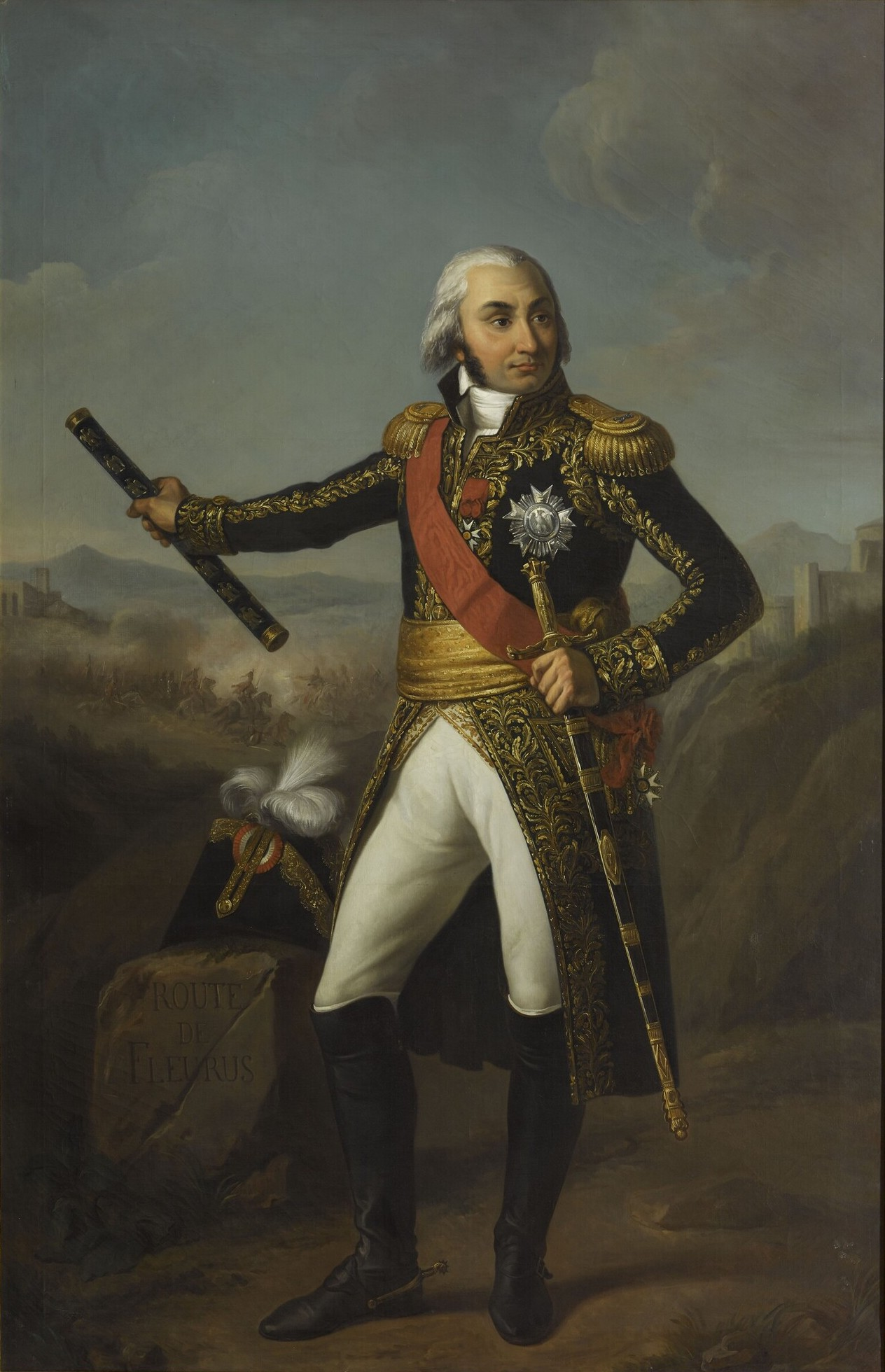
帝国元帥時代のジュールダン

1804年5月19日、43歳にして帝国元帥に任命された。
1805年、レジオン・ドヌール・グラン・テグル勲位を授与された。
1806年、ライン方面軍第3予備軍団の司令官に任命され、正式に軍務に復帰した。
1808年、ジョゼフ・ボナパルトの軍事顧問に任命され、半島戦争で大きな役割を担った。(ただし、2人の人間関係は始終余り良くなかったようである。)同年6月3日にはヴァルミー公爵に任命された。
1809年、7月28日に起こったタラバラの戦いではジョゼフとの共同指揮で46,000人のフランス軍を率い、55,000人の英西連合軍と激突。戦略的には勝利したものの、戦術的に敗北した。戦後、ジュールダンはジョゼフを公然と批判した為、2人の不和は決定的となった。そして、軍事顧問を更迭された。以降、この職はスールト元帥が受け持つこととなった。
1811年9月、スペイン方面軍参謀長に復職し、再びジョゼフの補佐役を任されるようになった。
1812年7月、サラマンカの戦いでマルモン将軍がウェリントンに敗北するとジュールダンはジョゼフと共にマドリードを破棄しバレンシアまで退却せざるを得なくなった。しかし、その後ウェリントンがブルゴス包囲戦に手間取った為、ジョゼフ・ジュールダン軍はアンダルシアに退避中のスールト軍と合同でマドリードを再奪取した。これにより、ウェリントンはポルトガルまで退却せざるを得なくなった。
1813年、ウェリントンは再び軍を大規模に展開し、局所戦で次々と勝利を挙げながらスペインに侵攻した。これに対し、ジョゼフ・ジュールダン軍60,000人は退却を開始した。しかし、その中途で又しても2人の間に不和が生じ、退却が遅れた。6月21日、ジョゼフ・ジュールダン軍はビトリア近郊でついに英西軍82,000人に捕捉され、決戦を強いられた。このビトリアの戦いでフランス軍は決定的な敗北を喫し、フランスがスペインを手放す主因となった。ジュールダンは本国に帰還すると、ナポレオンから職務を更迭された。
1814年、ジュールダンは斜陽のナポレオン帝国を尻目に早々とブルボン王家に鞍替えした。

## 復古王政〜7月王政
1814年5月、ブルボン王家の下でジュールダンは第3軍管区の王室弁務官に任命された。6月4日にはフランス貴族に列せられ、ストラスブールの第5軍管区長官に任命された。さらに8月23日には聖ルイ大十字勲位を賜った。
1815年、ナポレオンがエルバ島から脱出すると、ナポレオンに恭順を誓い6月2日には帝国貴族に列せられた。しかし、戦いには一切関与しなかった。
同年6月22日、百日天下が終了すると再び王政に忠誠を誓った。その後、ネイの軍事裁判への出席を求められたが、断った。
1816年、グルノーブル総督に任命された。
1819年、貴族院議員となった。
1830年、7月革命が起こった際は反動主義を平然と批判し、革命側の勇士として名を馳せた。革命後、ルイ・フィリップから廃兵院長官に任命された。
1833年11月23日、パリで死亡した。享年71歳であった。
彼の遺体は廃兵院オテル・デ・ザンヴァリッドの地下に眠っている。

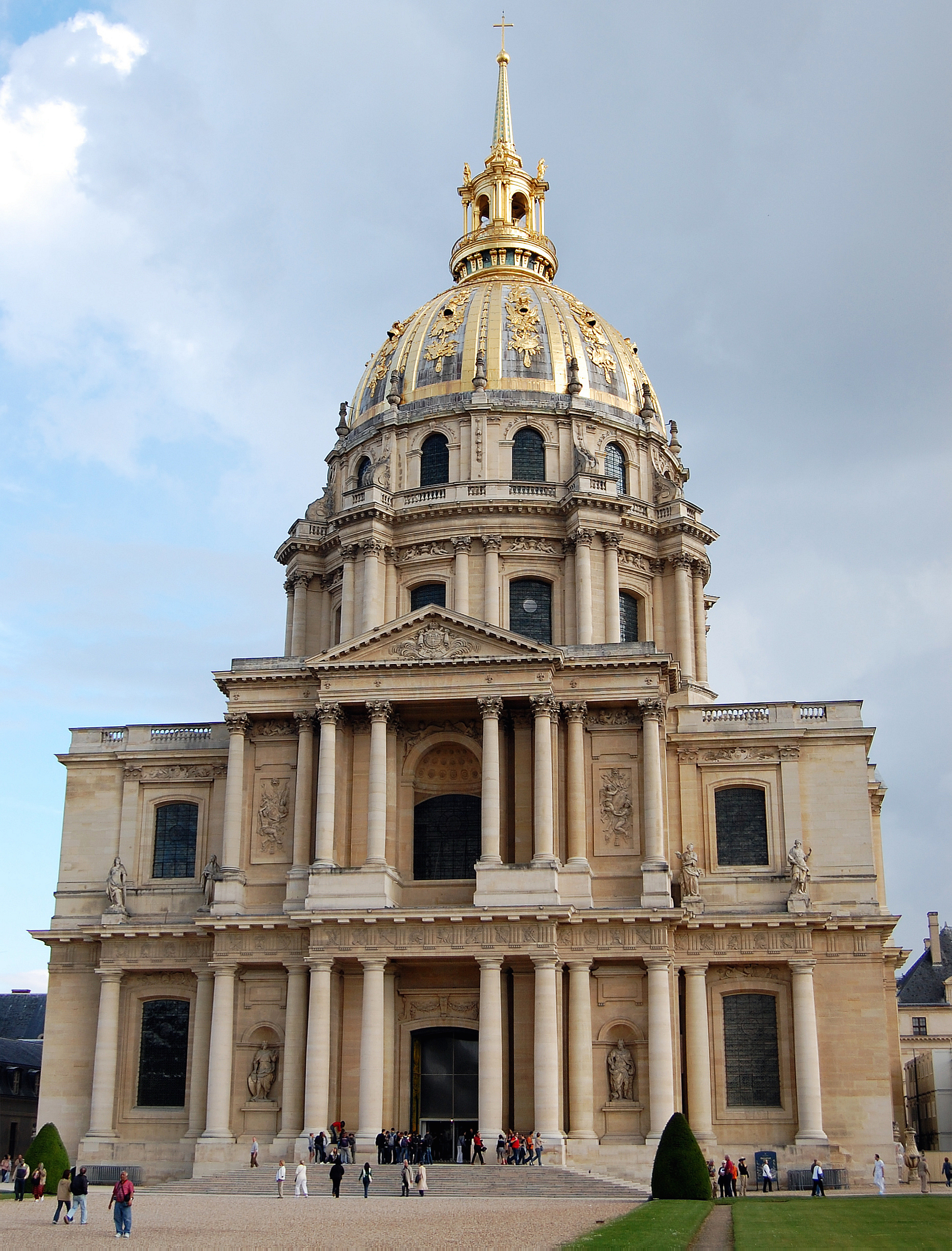
オテル・デ・ザンヴァリッド

## 人物像
非常に世渡り上手な人物で 共和政府、総裁政府、第一帝政、百日天下、復古王政、七月王政 全てにおいて軍部の重鎮として君臨したのはナポレオンの元帥の中で彼のみである。その為、ナポレオンは彼を「まさしく真の愛国者である。」と評した。
性格としては臆病かつ狡猾であった。その為、戦においては攻撃よりも守備を得意とし、職務においては軍務よりもむしろ政務に向いていた。